# Академический хор Нижегородского государственного университета
Академический хор ННГУ (полное название: Народный коллектив России Академический хор Нижегородского государственного университета имени Николая Ивановича Лобачевского) — один из творческих коллективов ННГУ. Является одним из старейших хоровых коллективов Нижнего Новгорода.

## История
История создания хора началась с возникновения в 1949—1950 учебном году вокального ансамбля под управлением Николая Орлова. Первым руководителем хорового коллектива (1950—1957) был Артемий Лебединский. С 1968 по 2003 год художественный руководитель и главный дирижёр хора — Заслуженный работник культуры России Владимир Моисеевич Изюменко. В 1974 году за мастерство и активную концертную деятельность хору присвоено звание Народный коллектив РФ, в 1975 году хор становится лауреатом премии Горьковского обкома ВЛКСМ.
Хор активно представляет свое творчество на мероприятиях в Нижнем Новгороде и области, участвует в фестивалях и конкурсах в России (Москва, Санкт-Петербург, Петрозаводск, Екатеринбург, Архангельск, Казань, Сочи, Ярославль, Владимир, Ижевск, Иваново и т. д.) и за рубежом (Испания, Италия, Венгрия, Австрия, Китай, США, ЮАР, Латвия, Словакия, Германия, Франция).
Хор неоднократно удостаивался звания лауреата и дипломанта международных, российских и региональных хоровых конкурсов и фестивалей;
В разные годы с коллективом работали хормейстеры Николай Покровский, Татьяна Куратова, Лилия Пронина, Галина Бобкова, Людмила Кочурова, Татьяна Андреева, Евгений Митенкин и др.
С 2009 −2019 г.г. коллектив активно сотрудничает с Академическим симфоническим оркестром Нижегородской филармонии им. М. Л. Ростроповича под управлением Народного артиста РФ А. М. Скульского. В рамках абонементов филармонии хор исполнил следующие произведения:
— Г. В. Свиридов «Поэма памяти С. Есенина», «Курские песни», «Снег идет»;
— С. В. Рахманинов «Колокола», «Три русские песни»;
— П. И. Чайковский «Москва»;
— С. И. Танеев «Иоанн Дамаскин»;
— Н. А. Римский-Корсаков «Свитезянка», «Песнь о вещем Олеге»;
— Людвиг ван Бетховен «Фантазия» для хора и оркестра ор.80;
— Иоганнес Брамс «Нения» (на текст Шиллера) для хора и оркестра ор. 82;
— Эдвард Григ «Пер Гюнт»;
— А.Микита/Б.Гребенщиков «Семь песен о Боге».
Весной 2009 г. коллектив выступил в Большом зале Санкт-Петербургской государственной филармонии в рамках Международного хорового фестиваля, посвященного Дню России.
С 2010 года хор начал сотрудничество с Муниципальным камерным оркестром «Солисты Нижнего Новгорода» (Ф. Пуленк «Gloria»).
C 2003 года художественный руководитель и главный дирижёр хора — выпускница Нижегородской консерватории им. М. И. Глинки (класс В. Изюменко), обладатель специального диплома «Лучший дирижер» IV Всероссийского фестиваля университетских хоров «Gaudeamus» (2006 г.) и I Международных хоровых ассамблей «EURASIA CANTAT» (г. Екатеринбург 2011 г.), Лауреат премии Нижнего Новгорода (2010 г.) Лариса Ерыкалова.

## Руководители и хормейстеры
- Художественный руководитель и дирижёр: лауреат премии Нижнего Новгорода Лариса Ерыкалова
- Хормейстеры: Александр Костров, Нина Соловьёва, Роман Миусский

## Звания, дипломы, награды
- Народный коллектив России
- Лауреат Ленинского комсомола Горьковской области
- Дипломант Большого Театра
- Лауреат Международного конкурса (Латвия)
- Дипломант Международного фестиваля университетских хоров (Испания, 1996 г.)
- Дипломант I фестиваля университетских хоров «Gaudeamus» (Россия, 2000 г.)
- Дипломант фестиваля «Голоса Новолетия» (Россия, 2000 г.)
- Дипломант III фестиваля университетских хоров «Gaudeamus» (Россия, 2004 г.)
- Серебряный Диплом Международного хорового конкурса (Венгрия, 2005 г.)
- Золотой диплом Международного хорового конкурса (Италия, 2006 г.)
- Лауреат IV Всероссийского фестиваля университетских хоров «Gaudeamus» (Россия, 2006 г.)
- Лауреат II степени Всероссийского фестиваля университетских хоров «Весна в ЛЭТИ» (г. Санкт-Петербург, 2007 г.)
- Золотая и Серебряная медали V Всемирной Хоровой Олимпиады (Австрия 2008 г.)
- Лауреат V Всероссийского фестиваля университетских хоров «Gaudeamus» (Россия, 2008 г.)
- Лауреат IV Межрегионального фестиваля хоровой музыки им. С.В.Смоленского (Россия, 2010 г.)
- Лауреат III Всероссийского открытого фестиваля хоровых коллективов им. Л. К. Сивухина (Россия, 2010 г.)
- Две Серебряные медали VI Всемирной Хоровой Олимпиады (Китай, 2010 г.)[1]
- Гран-при I Международных хоровых ассамблей «EURASIA CANTAT» (Россия, 2011 г.)[2]
- Две золотые медали VII Всемирной Хоровой Олимпиады (США, 2012 г.)[3][4]
- Гран-при Международного фестиваля хоровой и фольклорной музыки «SLOVAKIA CANTAT» (Словакия, 2013 г.)
- Две золотые медали VIII Всемирной Хоровой Олимпиады (Латвия, 2014 г.)[5][6]
- Две Золотые медали IX Всемирных Хоровых Игр (Россия, 2016)
- Чемпион IX Всемирных Хоровых Игр в категории «Популярная музыка» (2016)
- Две Золотые медали X Всемирных Хоровых Игр (ЮАР, 2018)[7]
- Лауреат I степени XIV Международного форума молодежных и студенческих хоров «Папараць-Кветка БГУ» (Беларусь, 2019 г.)
- Лауреат XVII Международного конкурса-фестиваля хорового искусства «Поющий мир» (г. Санкт-Петербург, 2019 г.)

## Дискография
| №/№ | Год выпуска | Название альбома                      |
| --- | ----------- | ------------------------------------- |
| 1   | 2005        | Presentation                          |
| 2   | 2007        | Seconda Vita                          |
| 3   | 2009        | GRAZ (Live)                           |
| 4   | 2009        | Г. Свиридов - Поэма памяти С. Есенина |
| 5   | 2010        | F. Poulenc - Gloria                   |
| 6   | 2011        | GRAZ (Live) (переиздание)             |
| 7   | 2012        | С. Рахманинов - Колокола (не издано)  |
| 8   | 2013        | VERBUM                                |
| 9   | 2015        | Семь песен о Боге                     |